# 飛燕驚龍 (1985年電視劇)
《飛燕驚龍》为1985年中國電視公司星期日八點檔國語武俠連續劇，製作單位永真電視電影，製作人周遊、李朝永，主演爾冬陞、施思、張詠詠、應曉薇、龍天翔、劉林、台鳳，第一代主題曲由文作詞作曲、櫻櫻主唱，第二代主題曲由晨曦（陳屏）作詞、呂子厚作曲、蕭孋珠主唱。
本劇改編自臥龍生原著武俠小說《飛燕驚龍》。原著為一男多女架構，但其中朱若蘭及楊夢寰的感情線並不明顯；本劇將此一部分做了較大的編修，因此獲得盛大迴響。1987年，本劇在韓國發行錄影帶，國語原音搭配韓文字幕，亦造成轟動。

## 演員
| 角色          | 演員   |
| ------------- | ------ |
| 朱若蘭        | 施思   |
| 楊夢寰        | 爾冬陞 |
| 李瑤紅        | 張詠詠 |
| 沈霞琳        | 應曉薇 |
| 陶玉          | 宋憲宏 |
| 李滄瀾        | 龍天翔 |
| 一陽子        | 劉林   |
| 慧真子        | 台鳳   |
| 童淑貞        | 歐宛琳 |
| 空空空        | 江生   |
| 聞公泰        | 張復紀 |
| 邱元          | 楊元璋 |
| 左護法→總護法 | 王圻生 |
| 楊璋          | 孫樹培 |
| 楊母          | 林鳳琴 |
| 齊元同        | 鄭平君 |
| 崔文奇        | 白怡昕 |
| 玉靈子        | 張漢伯 |
| 少宮主        | 鹿峰   |
| 副宮主        | 唐復雄 |
| 尚天刀        | 林耀宗 |
| 小蝶          | 張馨今 |
| 香香          | 廖麗君 |
| 菊菊          | 廖美珍 |
| 周奇          | 王俠   |
| 谷大超        | 玉尚   |

## 主題曲
| 曲別    | 作詞 | 作曲   | 演唱   |
| 主題曲1 | 文   | 文     | 櫻櫻   |
| 主題曲2 | 晨曦 | 呂子厚 | 蕭孋珠 |

## 工作人員
第一集片頭工作人員表
- 製作人：周遊、李朝永
- 執行製作：周大祥
- 編劇：張信義
- 原著：臥龍生
- 編審：曲謹生
- 戲劇指導：李朝永
- 武術指導：王圻生
- 副導演：蒨蒨
- 助理製作：易正蓬
- 特技：林耀宗
- 外景攝影：張自強
- 剪輯：趙雄成
- 外景燈光：傅清榮
- 外景錄影：周建平
- 技術指導：黃雁國、朱連貴
- 攝影：侯匡仁、劉辰章、吳明達、邱明亮、陳志豪、鄭鴻琳
- 視訊：許澄源、陳光明
- 燈光：沈仁賢、李明勳、廖啟義
- 音訊：黃茂雄、塗能榮、黃清岡、陳自強
- 錄影：邱峰村、陳祥熙
- 化粧：林貞秀、林麗卿、鄭阿滿
- 服裝：李鳳珠
- 梳粧：尤婉君
- 美術指導：賴鎮遠
- 現場指導：楊少驊
- 助理導播：傅慧芬
- 導播：曾斐莉

## 原著和電視劇改編相異之處
| 人物         | 原著                   | 電視劇                   |
| ------------ | ---------------------- | ------------------------ |
| 少宮主凌天彪 | 無                     | 新增之角色               |
| 李瑤紅       | 斷臂，終與楊夢寰在一起 | 無此情節                 |
| 朱若蘭       | 武藝高深，未曾受傷     | 數次受傷、中毒、武功被廢 |
| 李滄瀾       | 改過遷善               | 死亡                     |
| 宦官劉永     | 無                     | 新增之角色               |
| 趙小蝶       | 武功高強               | 不諳武功                 |